# Ильхамова, Джура Ильхамовна
Джура Ильхамовна Ильхамова — советский хозяйственный, государственный и политический деятель.

## Биография
Родилась в 1918 году в Ташкенте. Член КПСС.
С 1938 года — на хозяйственной, общественной и политической работе. В 1938—1967 гг. — комсомольская работница в городе Ташкенте, начальник управления промышленной кооперации при Совнаркоме Узбекской ССР, председатель исполкома Московского районного Совета депутатов трудящихся города Ташкента, секретарь Президиума Верховного Совета Узбекской ССР, заместитель председателя Госплана Узбекской ССР.
Избиралась депутатом Верховного Совета Узбекской ССР 3-го, 4-го, 5-го и 6-го созывов.
Умерла после 1967 года.